# Olympische Winterspiele 2018/Freestyle-Skiing – Halfpipe (Männer)
Der Halfpipe-Wettbewerb der Männer im Freestyle-Skiing bei den Olympischen Winterspielen 2018 fand am 22. Februar 2018 um 11:30 Uhr Ortszeit (3:30 Uhr MEZ) statt. Ausgetragen wurde der Wettbewerb im Phoenix Snow Park.
Olympiasieger wurde der US-Amerikaner David Wise vor seinem Landsmann Alex Ferreira und Nico Porteous aus Neuseeland.

## Ergebnisse

### Qualifikation
Q – Qualifiziert für das Finale
| Rang | Athlet                     | Land                             | 1. Lauf | 2. Lauf | Bester Lauf | Anm. |
| ---- | -------------------------- | -------------------------------- | ------- | ------- | ----------- | ---- |
| 1    | Aaron Blunck               | Vereinigte Staaten               | 63,20   | 94,40   | 94,40       | Q    |
| 2    | Alex Ferreira              | Vereinigte Staaten               | 92,60   | 43,40   | 92,60       | Q    |
| 3    | Torin Yater-Wallace        | Vereinigte Staaten               | 89,60   | 33,60   | 89,60       | Q    |
| 4    | Byron Wells                | Neuseeland                       | 88,60   | 42,00   | 88,60       | Q    |
| 5    | Beau-James Wells           | Neuseeland                       | 86,20   | 88,20   | 88,20       | Q    |
| 6    | Kévin Rolland              | Frankreich                       | 87,80   | 37,80   | 87,80       | Q    |
| 7    | Mike Riddle                | Kanada                           | 6,40    | 82,20   | 82,20       | Q    |
| 8    | David Wise                 | Vereinigte Staaten               | 24,80   | 79,60   | 79,60       | Q    |
| 9    | Noah Bowman                | Kanada                           | 43,00   | 77,20   | 77,20       | Q    |
| 10   | Thomas Krief               | Frankreich                       | 74,40   | 25,80   | 74,40       | Q    |
| 11   | Nico Porteous              | Neuseeland                       | 51,20   | 72,80   | 72,80       | Q    |
| 12   | Andreas Gohl               | Österreich                       | 68,60   | 31,60   | 68,60       | Q    |
| 13   | Simon d’Artois             | Kanada                           | 66,60   | 40,40   | 66,60       |      |
| 14   | Murray Buchan              | Großbritannien                   | 66,00   | 65,40   | 66,00       |      |
| 15   | Peter Speight              | Großbritannien                   | 3,80    | 64,60   | 64,60       |      |
| 16   | Lukas Müllauer             | Österreich                       | 17,00   | 63,60   | 63,60       |      |
| 17   | Miguel Porteous            | Neuseeland                       | 40,40   | 62,60   | 62,60       |      |
| 18   | Joel Gisler                | Schweiz                          | 59,80   | 9,80    | 59,80       |      |
| 19   | Rafael Kreienbühl          | Schweiz                          | 55,20   | 22,20   | 55,20       |      |
| 20   | Mao Bingqiang              | China                            | 53,00   | 54,60   | 54,60       |      |
| 21   | Marco Ladner               | Österreich                       | 54,20   | 39,40   | 54,20       |      |
| 22   | Brendan Newby              | Irland                           | 53,80   | 53,80   | 53,80       |      |
| 23   | Kong Xiangrui              | China                            | 47,40   | 50,80   | 50,80       |      |
| 24   | Pawel Tschupa              | Olympische Athleten aus Russland | 46,80   | 25,80   | 46,80       |      |
| 25   | Robin Briguet              | Schweiz                          | 23,00   | 29,40   | 29,40       |      |
| 26   | Alexander Glavatsky-Yeadon | Großbritannien                   | 10,80   | 15,00   | 15,00       |      |
| 27   | Lee Kang-bok               | Südkorea                         | 5,80    | 13,00   | 13,00       |      |

### Finale
| Rang | Athlet              | Land               | 1. Lauf | 2. Lauf | 3. Lauf | Bester Lauf |
| ---- | ------------------- | ------------------ | ------- | ------- | ------- | ----------- |
| 1    | David Wise          | Vereinigte Staaten | 17,00   | 6,40    | 97,20   | 97,20       |
| 2    | Alex Ferreira       | Vereinigte Staaten | 92,60   | 96,00   | 96,40   | 96,40       |
| 3    | Nico Porteous       | Neuseeland         | 82,40   | 94,80   | 30,00   | 94,80       |
| 4    | Beau-James Wells    | Neuseeland         | 87,40   | 52,20   | 91,60   | 91,60       |
| 5    | Noah Bowman         | Kanada             | 89,40   | 19,20   | 11,20   | 89,40       |
| 6    | Mike Riddle         | Kanada             | 85,40   | 26,00   | 27,40   | 85,40       |
| 7    | Aaron Blunck        | Vereinigte Staaten | 81,40   | 5,60    | 84,80   | 84,80       |
| 8    | Andreas Gohl        | Österreich         | 14,60   | 46,00   | 68,80   | 68,80       |
| 9    | Torin Yater-Wallace | Vereinigte Staaten | 65,20   | 28,80   | 12,20   | 65,20       |
| 10   | Thomas Krief        | Frankreich         | 9,80    | DNS     | DNS     | 9,80        |
| 11   | Kévin Rolland       | Frankreich         | 6,40    | 6,40    | 5,60    | 6,40        |
| 12   | Byron Wells         | Neuseeland         | DNS     | DNS     | DNS     | DNS         |